# Степанов Микола Миколайович
Мико́ла Микола́йович Степа́нов (* 1 травня 1911 — † 2002) — радянський та український архітектор, член Спілки архітекторів, 1981 — заслужений архітектор УРСР.

## Біографія
Навчався у Київській поліграфічній школі. Його навчителями були О. Рубан і М. Рокицький. У 1930–1936 рр. навчався в Київському інженерно-будівельному інституті, по класу Ф. Кричевського. Того часу, з групою студентів під керівництвом Іполита Моргілевського намагався врятувати мозаїки (робив заміри й обстеження) Михайлівського Золотоверхого собору перед його варварським знищенням.
З 1937 року працював у Києві автором-архітектором у інституті «Діпроцивільбуд», згодом — в Інституті художньої промисловості Академії архітектури УРСР.
В тому часі займався проектуванням та будівництвом штабу Київського військового округу по вулиці Банковій, парку Березовий гай на Куренівці, споруд у Могилеві-Подільському.
Учасник Другої світової війни.
1944 року йому доручено зайнятися відбудовою Маріїнського палацу, отримав І премію за розробку конкурсного проекту по відбудові Хрещатика, був в групі відбудовників Лівадійського палацу  (1945).
В 1950-80 роках займається проектувальними та будівельними роботами:
- 1953 — приміщення Вінницького медичного інституту ім. М. І. Пирогова,
- 1953 — благоустрій Фороського парку,
- 1954 — туберкульозна лікарня (Донецьк),
- 1961 — водолікарня Трускавець,
- 1964 — лікарня у Феофанії,
- 1972 — клініка серцевої хірургії (Київ)

Автор проекту Євпаторійської водолікарні з басейном морської води тощо.
Є автором проекту забудови Північного району Одеси, комплексу гуртожитків на одеській вулиці Ювілейній.
З 1961 року працював викладачем у КДХІ, з 1963 — доцент, 1977 — професор. У 1993 — отримав звання почесного професора цього ВНЗ.
Розробив та читав теоретичний курс по інтер'єру житлових й громадських будівель.
Написав велику кількість статей по теорії та історії архітектури.
Майстерно малював та займався акварельним живописом.